# Gloydius shedaoensis
Gloydius shedaoensis е вид змия от семейство Отровници (Viperidae). Видът е световно застрашен, със статут Уязвим.

## Разпространение
Разпространен е в Китай (Ляонин).